# Pleurocera canaliculata
Pleurocera canaliculata är en snäckart som först beskrevs av Thomas Say 1821.  Pleurocera canaliculata ingår i släktet Pleurocera och familjen Pleuroceridae. Inga underarter finns listade i Catalogue of Life.